# Litomyšl
Litomyšl (njemački: Leitomischl)  je grad na rijeci Loučná u Češkoj, u pokrajini Pardubice. Dvorac Litomyšl je upisan na UNESCO-ov popis mjesta svjetske baštine u Europi. Naselja u općini Litomyšl su: Litomyšl-město, Kornice, Lány, Nedošín, Nová Ves u Litomyšle, Pazucha, Pohodlí, Suchá, Zahájí i Záhradí.

## Povijest
Litomyšl se prvi put spominje 981. godine u "Kronikama Bohemije" (Chronica Boemorum) Kozme Praškog kao naselje Slavena. Koncem 11. stoljeća tu je vojvoda Břetislav II. podigao benediktinski samostan ispod dvorca
Svojim smještajem u istočnom kraju Bohemije postao je značajnom strateškom lokacijom u 13. stoljeću na važnom trgovačkom putu za Trstenice u Moravskoj.
Lytomišl je bio i značajno vjersko središte osnutkom druge biskupije u Češkoj 1344. godine koja je ugašena tijekom Husitskih ratova.
Od 1567. grad pripada češkom pukovniku Vratislavu II. Pernštejnskom koji u duhu pprotureformacije gradi renesansni dvorac, a protestanti napuštaju grad. God. 1640. Pijaristi u gradu osnivaju gimhaziju s odsjekom za filozofiju, a u sklopu dvorca promoviraju kazališni i glazbeni život. Poslije Tridesetogodišnjeg rata gradom vlada obitelj Trauttmansdorff, a od 1855. grof od Waldsteina, te od 1855. kraljević iz obitelji Thurn und Taxis.
Grad je uništen i u Napoleonskim ratovima, a u 19. stoljeću, škola u Litomyšlu je imala veliki značaj za češki narodni preporod.

## Znamenitosti
Slikoviti renesansni dvorac u Litomyšlu, izgrađen od 1568. – 1581., nalazi se na popisu UNESCO-ove Svjetske baštine. U njemu se rodio slavni češki skladatelj, Bedřich Smetana. U kompleksu dvorca nalaze se raskošne sobe, alli i barokno kazalište, amfiteatar u parku i Smetanina kuća. Danas se u svima održavaju različiti glazbeni događaji i izvedbe koji bogate kulturnu ponudu grada kroz cijelu godinu. God. 1994., dvorac je bio mjesto sastanka sedam predsjednika srednjoeurpskih država.
Središnji trg u gradu je izdužen i jedan je od najvećih u Češkoj. Na njemu se nalazi gotička gradska vijećnica (1418.) i nizovi renesansnih i baroknih kuća s arkadama i nadsvođenim sobama. Najznamenitija od njih je "Kod viteza" (U Rytířů) koja ima slikovito pročelje.
Samostan je iz 18. stoljeća s Crkvom otkrića sv. Križa (Kostel nalezení sv. Kříže) u kojoj je mauzolej obitelji Trauttmansdorff. U Pijarskom učilištu iz 16. st. je danas gradski muzej, a samostanski vrtovi su gradski park s brojnim skulpturama.
- Dugi gradski trg
- Crkva sv. Križa
- Crkva Otkrića Isusova križa
- Ulica pjesnika Váchala s grafitima prema njegovim crtežima

## Slavni stanovnici
- Bedřich Smetana (1824. – 1884.), skladatelj
- Alois Jirásek, pisac i utemeljitelj Gimnazije
- Josef Váchal, pjesnik, slikar i arhitekt
- August von Jilek

## Gradovi prijatelji
Litomyšl ima ugovore o partnerstvu sa sljedećim gradovima:
- Kestel, Mađarska
- Levoča, Slovačka
- Łańcut, Poljska

## Vanjske poveznice
- Službena stranica grada  Arhivirana inačica izvorne stranice od 19. veljače 2011. (Wayback Machine) (češ.) (engl.)
- Činjenice, znamenitosti, povijest